# Ross Thomas (Schauspieler)

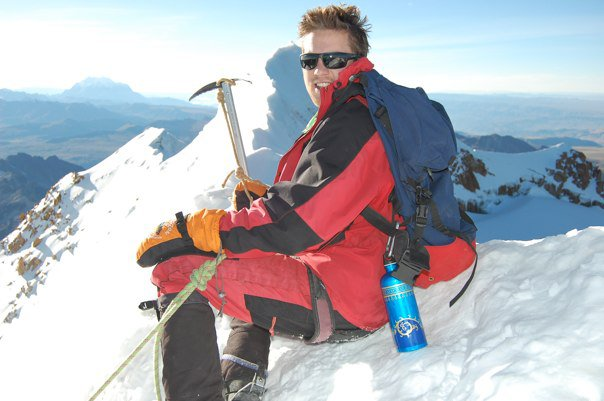
Ross Thomas

Ross Schuler Thomas (* 21. August 1981 in Stockton, Kalifornien) ist ein US-amerikanischer Film- und Fernsehschauspieler. 

## Leben
Ross Thomas studierte Schauspiel an der Arizona State University in Tempe und an der University of Southern California in Los Angeles, wo er im Jahr 2005 sein Studium mit einem Bachelor of Arts in den Fächern Theater und Schauspiel abschloss.
Sein Spielfilmdebüt hatte Thomas 2005 in dem mehrfach ausgezeichneten Independent-Film What's Bugging Seth in der Rolle des gehörlosen Seth Singer, der gegen alle bestehenden Schwierigkeiten versucht, sich eine eigene Firma für Schädlingsbekämpfung aufzubauen. Im gleichen Jahr wirkte er außerdem in dem ebenfalls ausgezeichneten Kurzfilm Sissy French Fry mit.
Bekanntheit erlangte Thomas insbesondere durch die US-Fernsehserie Beyond the Break über vier junge Frauen auf ihrem Weg zu Profi-Surferinnen, die in den USA von 2006 bis 2009 auf dem Spartenkanal für Kinder und Teenager, The N, ausgestrahlt wurde. Darin war er vom Serienstart an in der durchgehenden Hauptrolle des Bailey Reese zu sehen. An der Seite von Christy Carlson Romano spielte er 2006 in der Filmfortsetzung Liebe und Eis 2 den Eiskunstläufer Alex Harrison und führte dabei viele der Kunstlaufelemente und Stunts selbst aus. Im gleichen Jahr übernahm Thomas als Ryan Grimm eine der Hauptrollen im fünften Teil der American-Pie-Reihe, American Pie präsentiert: Nackte Tatsachen. 2007 spielte er in dem Coming-out-Drama Shelter den besten Freund der männlichen Hauptfigur, den unbeschwerten und fröhlichen Surfer Gabe.
Thomas hatte Episodenrollen in verschiedenen US-Fernsehserien, unter anderem in CSI: Den Tätern auf der Spur, Cold Case – Kein Opfer ist je vergessen, CSI: NY und Lie to Me. 2011 wirkte er in vier Folgen der Seifenoper General Hospital mit. Im gleichen Jahr wirkte er auch in dem Sportdrama Soul Surfer als Bruder der Surferin Bethany Hamilton mit. Als Synchronsprecher arbeitete Thomas bei der Zeichentrickserie Avatar – Der Herr der Elemente und dem Trickfilm Who Shrunk Daniel Funk mit. Darüber hinaus war er das Kampagnengesicht für landesweite Werbeanzeigen von Mastercard, der Restaurantkette Applebee's und des globalen Lacke-Anbieters Sherwin-Williams.
Thomas setzt sich für die Rechte Indigener Völker und für den Schutz des tropischen Regenwaldes ein. Zusammen mit Jamie Milne Roberts produzierte er 2010 als Regisseur, Drehbuchautor und Kameramann den Kurzfilm Extraction: The Plundering of the Amarakaeri Reservee.

## Filmografie (Auswahl)
- 2000: CSI: Den Tätern auf der Spur
- 2003: Cold Case – Kein Opfer ist je vergessen
- 2004: CSI: NY
- 2005: What's Bugging Seth
- 2006: American Pie präsentiert: Nackte Tatsachen
- 2006: Liebe und Eis 2 (The Cutting Edge 2: Going for the Gold)
- 2007: Shelter
- 2008: Molly Hartley – Die Tochter des Satans (The Haunting of Molly Hartley)
- 2009: Dance Flick – Der allerletzte Tanzfilm
- 2009: Alice & the White Hair (Kurzfilm)
- 2010: Burning Palms
- 2011: Soul Surfer
- 2011: Underground – Tödliche Bestien (Horrorfilm)